# 펜실베이니아역 (뉴욕)
펜실베이니아역(영어: Pensylvania Station,Penn Station, 펜 스테이션)은 통근열차와 도시 간 열차가 운행되는 뉴욕시 맨해튼에 위치한 대형역이다. 역은 펜실베이니아 플라자의 지하에 있으며, 암트랙에 의해 운용되고 있다. 하루에 600,000명의 여객이 역을 이용하며, 90초마다 1000명이 이 역을 이용하는 꼴이 되며, 이에 따라 미국에서 가장 붐비는 교통시설이 된다. 또한 북미에서 가장 붐비는 기차역이기도 하다.
펜 역은 노스이스트 코리더의 중앙지점에 있으며, 이 노선은 워싱턴 D.C로, 북동쪽으로는 코네티컷주를 지나 매사추세츠주의 보스턴으로 이어진다. 도시 간 열차는 암트랙에 의해 운행되며, 통근열차는 지자체의 통근시스템에 의해 운영된다. 6개의 뉴욕 지하철 노선이 있기도 하다.
한편  뉴욕시의 맨하턴에 위치하는 펜실베이니아 역은 뉴욕의 퀸즈, 브롱크스, 브루클린으로 나갈수있는 뉴욕지하철의 거점 역일 뿐만아니라 존 F. 케네디 국제공항을 연결하는 자메이카 역과 연계하여  자국의 여러 주를 오고갈수있는 관문 역할을 한다.
펜 역은 암트랙의 역 중에서 가장 붐비는 역이다. 2004년 430만명이 이 역을 이용했으며, 워싱턴 합동역의 이용객의 2배에 달하는 수치이다.

## 센트럴파크
펜실베이니아 역에서 센트럴파크 남측 입구는 도보로 약30분 거리에 위치해 있다.

## 같이 보기
- 뉴욕 지하철 A선
- 뉴욕 지하철 F선